# آدائوچی
کاتاکی‌ئوچی، آدائوچی (به ژاپنی: 仇討ち/敵討)، نوعی سیستم انتقام‌جویی در ژاپن بود که با ظهور سامورایی‌ها در قرون وسطی رایج شد و تا دوره ادو که مجازات بر عهده پلیس گذاشته شد ادامه داشت. به معنی لینچ‌کردن و انتقام‌جویی از کسی است که ارباب یا خویشاوند برتر مانند پدر و مادر یا دایی، عمه یا خواهر و برادر بزرگتر را کشته‌است و اساساً به غیر از این (از جمله کشتن قاتل همسران و فرزندان، برادران و خواهران کوچکتر) مجاز نبود.
کاتاکی‌ئوچی به عنوان عرفی از زمان ظهور طبقه سامورایی‌ها در قرون وسطی ناشی از اهمیت اصل و نسب و خویشاوندی بود و به‌طور گسترده‌ای مورد توجه قرار گرفت و سپس توسط شوگون‌سالاری توکوگاوا فرم آن تکمیل شد. در دوره ادو، عاملان پرونده‌های قتل، اصولاً توسط مقامات دولتی (شوگون و خاندان) مجازات می‌شدند. اما اگر مرتکب ناپدید می‌شد و مقامات عمومی نمی‌توانستند او را مجازات کنند، واگذاری مجازات به بستگان سامورایی مقتول به شکل کاتاکی‌ئوچی مجاز بود.
برای انجام کاتاکی‌ئوچی باید به ارباب قلمرو اطلاع داده می‌شد و اجازه از وی گرفته می‌شد و اگر لازم بود به قلمروی دیگری سفر کنید باید دفتر دادستان آن قلمرو را در جریان بگذارید. مواردی از کاتاکی‌ئوچی غیرمجاز وجود داشت، اما مقامات محلی در صورت عدم تأیید قتل به عنوان کاتاکی‌ئوچی، تحقیق و مجازات آن را به عنوان قتل انجام می‌دادند. علاوه بر این، انتقام گرفتن از کسانی که در کاتاکی‌ئوچی شرکت می‌کردند، ممنوع بود.
اساساً فقط سامورایی‌ها مجاز به کاتاکی‌ئوچی بودند، اما برخی از موارد نیز وجود داشت که طبقات دیگر نیز کاتاکی‌ئوچی را انجام می‌دادند. با این حال، مانند کاتاکی‌ئوچی سامورایی‌ها که رویه درست را دنبال نمی‌کردند، در اکثر موارد این نادرستی نیز نادیده گرفته می‌شد و اغلب به عنوان «حق پدر و مادر را بجا آوردن» مورد ستایش قرار می‌گرفت. همچنین به‌طور گسترده‌ای پذیرفته شده بود که وقتی رئیس یک خاندان سامورایی به قتل رسید، نام خانوادگی مجاز به ارث بردن نمی‌شد، مگر اینکه سامورایی وارث او با انجام کاتاکی‌ئوچی دشمن را سلاخی می‌کرد. در عمل آدائوچی، به ندرت برای افراد غیر خویشاوند، مانند ارباب انجام می‌شد.
علاوه بر این، از آنجا که در اصل یک دوئل انجام می‌شد، طرف دشمن نیز مجاز به حمله بود (دفاع مشروع)، و هنگامی که طرف دشمن طرف کاتاکی‌ئوچی را می‌کُشت، «قتل برگشتی» نامیده می‌شد.
نمونه‌هایی از انتقام برای قتل یکی از اقوام نزدیک را می‌توان در سراسر جهان مشاهده کرد، از جمله در جنوب ایتالیا، اما کاتاکی‌ئوچی در دوره ادو به عنوان راهی برای تکمیل قانون مجازات هر دو طرف دعوا تصویب شد و تمرکز اصلی انتقام نبود بلکه قرار بود عزت و آبروی یک سامورایی را حفظ کند.
همچنین کاتاکی‌ئوچی زن زناکار و مردی که زنای محصنه را انجام داده بود مگاتاکی‌ئوچی (کاتاکی‌ئوچی همسر) نیز خوانده می‌شود. برای سامورایی‌ها ضروری بود که وقتی زنای همسرشان را متوجه می‌شدند زنشان را بکشند، اما حتی اگر به این عمل دست می‌زدند نیز افتخاری برای آنان نبود، بنابراین مواردی وجود داشت که سامورایی بدون اینکه موضوع را علنی کند آن را به صورت مخفی انجام می‌داد. با این حال، طبق اسناد دولتی دوره ادو، تعداد کاتاکی‌ئوچی‌های معمولی پس از دوران گنروکو (۱۷۰۳–۱۸۸۸) کاهش یافت، در حالی که تعداد کاتاکی‌ئوچی همسر پس از هوئی (دوره) (۱۷۱۰–۱۷۰۴) رو به افزایش گذاشت. به‌طور خاص، در دوره کیوهو (۱۷۳۵–۱۷۱۶)، نیمی از کاتاکی‌ئوچی‌های گزارش شده کاتاکی‌ئوچی همسر بودند. در بین مردم عادی چنین مواردی جرم و قتل به حساب نمی‌آمد.
در دوره ادو، در بین آدائوچی‌های انجام شده سه آدائوچی، آدائوچی برادران سوگا (۱۱۹۳، "سوگا مونوگاتاری")، نبرد کاگیا تسوجی (۱۶۳۴) و حادثه آکو (۱۷۰۲، "چوشینگورا") «سه آدائوچی بزرگ» نامیده می‌شوند. در بسیاری از آثار "مورد ستایش قرار گرفته" و مورد علاقه مردم بودند. با این حال، از آنجا که حادثه آکو کاتاکی‌ئوچی ای است که در آن ملازمان آکو به جای اربابشان آسانو ناگانوری، کیرا یوشیناکا را کشتند، اینکه آیا این حادثه باید به عنوان "کاتاکی‌ئوچی" یا فقط "انتقام" صرف قلمداد شود، اختلاف نظر وجود دارد.
در دوره میجی، سیستم قضایی توسط دادگستری اتو شیمپی بهبود یافت و در ۷ فوریه ۱۸۷۳ (میجی ۶)، دولت در اعلامیه شماره ۳۷ «ممنوعیت انتقام» را صادر کرد و کاتاکی‌ئوچی ممنوع اعلام شد.